# Estádio Governador Ernani Sátiro
Estádio Governador Ernani Sátiro – stadion piłkarski w Campina Grande, Paraíba, Brazylia, na którym swoje mecze rozgrywa klub Associação Desportiva Perilima.

## Historia stadionu
- 8 marca 1975 – inauguracja
- 16 marca 1975 – pierwszy gol: Pedrinho Cangula (Campinense – Campinense 1 × 1 Treze)
- 13 sierpnia 1975 – instalacja oświetlenia
- 7 lutego 1982 – rekord frekwencji